# Baldwin megye (Alabama)
Baldwin megye az Amerikai Egyesült Államokban, azon belül Alabama államban található. Megyeszékhelye Bay Minette, legnagyobb városa Daphne. Lakosainak száma 231 767 fő (2020. április 1.). Baldwin megye Monroe, Escambia, Escambia, Mobile, Washington és Clarke megyékkel határos. A megye híres polgárháborús helyszínei közé tartozik Fort Morgan és Fort Blakeley. Nevét Abraham Baldwin (1754-1807) amerikai szenátorról kapta. Baldwin megye az Öböl parthoz való közelsége miatt a legkorábbi európai felfedezések és déli települések helyszíne volt. Az Apple vezérigazgatója, Tim Cook Robertsdale városában nevelkedett. A megyét egy négytagú megyei bizottság irányítja.

## Története
Baldwin megyét 1809. december 21-én, majdnem 10 évvel Alabama állammá válása előtt alapították. A mai Washington megyéböl leválasztva Baldwin Alabama legnagyobb megyéje. A területet egykor a mississippi kultúrához tartozó emberek lakták, akik nagy kagyló alakú dombokat hagytak hátra, amelyek valószinűleg temetkezési helyek voltak és még mindig láthatók a Bottle Creek régészeti lelőhelyen.
A tizenhatodik század közepétől a tizennyolcadik század végéig a Baldwin megyévé váló területnek több gazdája is volt spanyolok, a franciák és a britek is voltak a területen, amíg a földet át nem adták az Egyesült Államoknak. Baldwin megyét 1787-ben a Mississippi Terület részeként vették fel, Daphne városa pedig megyeszékhelyként szolgált. 1900-ban a rivális Bay Minette közösség képviselői ellopták Daphne bíróságának iratait, és a mai napig ott van a Baldwin megyei tanács székhelye.
A tizenkilencedik század fordulóján Baldwin megye a creek indiánok és a telepesek egy csoportja közötti növekvő ellenségeskedés központja volt, amely az 1813 augusztusában lezajlott Fort Mims mészárlásban csúcsosodott ki, amelyben több mint 250 telepest, öltek meg. . A polgárháború alatt a Konföderációs kormány kifosztotta a megye értékes sóbányáit. Az 1834-ben elkészült a Morgan erőd 1864 augusztusában heves csata helyszíne volt, amelyben David Farragut admirális és uniós hajói behatoltak a Mobile Bay öbölbe. A USS Tecumseh, egy Uniós páncélos hajót, egy akna elsüllyesztett a harcok során egy szűk szorosban, és még mindig Fort Morgan mellett fekszik. Majdnem egy évvel később, 1865 áprilisában Blakeley, egy kis erődített falu St. Stephens közelében, a polgárháború utolsó szárazföldi csatájának helyszíne volt, amikor néhány nappal azután, hogy Gen. Robert E. Lee megadta magát Ulysses S. Grant tábornoknak.
A tizenkilencedik század végén és a huszadik század elején Baldwin megyében olasz, német, görög és kelet-európai telepesek érkeztek. 1894 novemberében Ernest Berry Gaston újságíró, és 28 másik telepes megalapította Fairhope utópisztikus közösségét a Mobile Bay feletti sziklán. 1907-ben Marietta Johnson megalapította az Organic Education iskolát Fairhope-ban. 1901-ben John Burton Foley chicagói üzletember mintegy 50 000 hektárt vásárolt Baldwin megyében, és megépített oda egy vasútállomást, amely ma aFoley Railroad Museumnak ad otthont. Foley városát róla nevezték el. A második világháború alatt Point Clear közössége adott otthont a Point Clear Marine Training Commandnak, amely program az Egyesült Államok Légierejének karbantartó személyzetének tengeri és haditengerészeti technikákra való kiképzését célozta.

## Népesség
A 2020-as népszámlálási becslések szerint Baldwin megye lakossága 231 767 fő volt.
| Rassz            | lélekszám | százalék | rangsor az állam 67 megyéje közül |
| ---------------- | --------- | -------- | --------------------------------- |
| Teljes           | 231767 fő | 4,61     | 4                                 |
| Fehér            | 186495 fő | 80,5     | 15                                |
| Afroamerikai     | 18001 fő  | 7,8      | 56                                |
| Spanyol          | 12686 fő  | 5,5      | 14                                |
| Több rasszú      | 10368 fő  | 4,5      | 9                                 |
| Őslakos és egyéb | 2188 fő   | 0,9      | 10                                |
| Ázsiai           | 2029 fő   | 0,9      | 17                                |

A megyeszékhelynek, Bay Minette -nek 9297 lakosa volt, a legnagyobb városnak, Fairhope -nak pedig 22035 lakosa volt.
 További jelentősebb települések: Daphne, Foley, Gulf Shores, Spanish Fort, Orange Beach, Robertsdale és Loxley. 
A háztartások medián jövedelme 61 756 dollár volt, szemben az állam egészére vonatkozó 52 035 dollárral, az egy főre jutó jövedelem pedig 33 751 dollár volt, szemben az állam 28 934 dollárjával.
A megye népességének változása:
| Lakosok száma | 140 415 | 183 223 | 186 727 | 190 675 | 195 540 | 203 709 | 231 767 |
|               | 2000    | 2010    | 2011    | 2012    | 2013    | 2015    | 2020    |

## Földrajz
A 4118 négyzetkilométer területű Baldwin megye az állam legdélibb részén található. Teljesen az öböl keleti part menti síkságának mentén helyezkedik el. 
A megye déli része a Mexikói-öböl mentén fekszik, a Tensaw folyó pedig a megye nyugati szélén húzódik, ahol a Bon Secour-öbölbe torkollik. A kelet-nyugati irányú Interstate 10 és az észak-déli irányú Interstate 65 Baldwin megye fő közlekedési útvonalai, további fő útvonalak a megyében a  U.S 31, 90 és 98. Baldwin megyében négy városi repülőtér található.

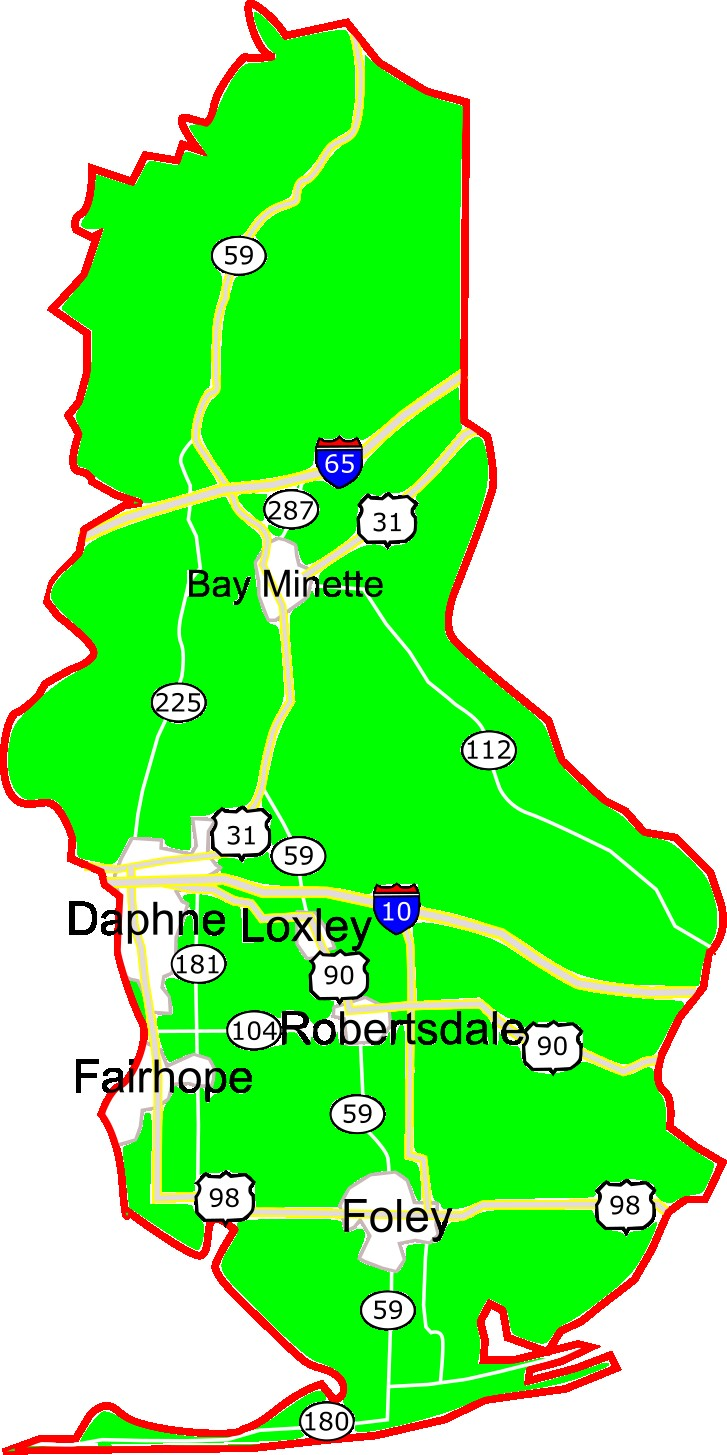
Az alabamai Baldwin megye térképe